# William Bainbridge
William Bainbridge  (Princeton, 7 de maio de 1774 - Filadélfia, 27 de julho de 1833) foi um militar norte-americano que serviu a Marinha dos Estados Unidos.

## Início de vida
William Bainbridge aprendeu a arte de marinharia como tripulante em barcos no rio Delaware e aos 15 anos de idade, foi para o mar a serviço da marinha mercante em uma escuna usada no comércio entre os Estados Unidos e Holanda. Em sua quarta viagem enfrentou e debelou um motim juntamente com o capitão do navio. Graças a sua coragem e habilidade como marinheiro foi feito comandante do navio mercante com a idade de 19 anos.
Os navios comerciais norte-americanos da época eram impedidos de negociar diretamente com países que compunham a British West Indies (Ilhas do Caribe que faziam parte do Império Britânico), como consequência Bainbridge se envolveu com o contrabando para a região.

## Marinha dos Estados Unidos

### Pré guerra
Foi o tenente comandante da escuna USS Retaliation em 1798 quando da organização da Marinha dos Estados Unidos em 1798. O navio foi capturado por duas fragatas Le Volontier e L' Insurgente de bandeira francesa sem luta, pois Bainbridge confundiu os navios com veleiros ingleses. Apesar do fato recebeu um novo comando como mestre comandante a frente do brigue USS Norfolk que dispunha de 18 canhões, com ordens de promover ataques corsários contra os franceses.

### Guerra de Trípoli

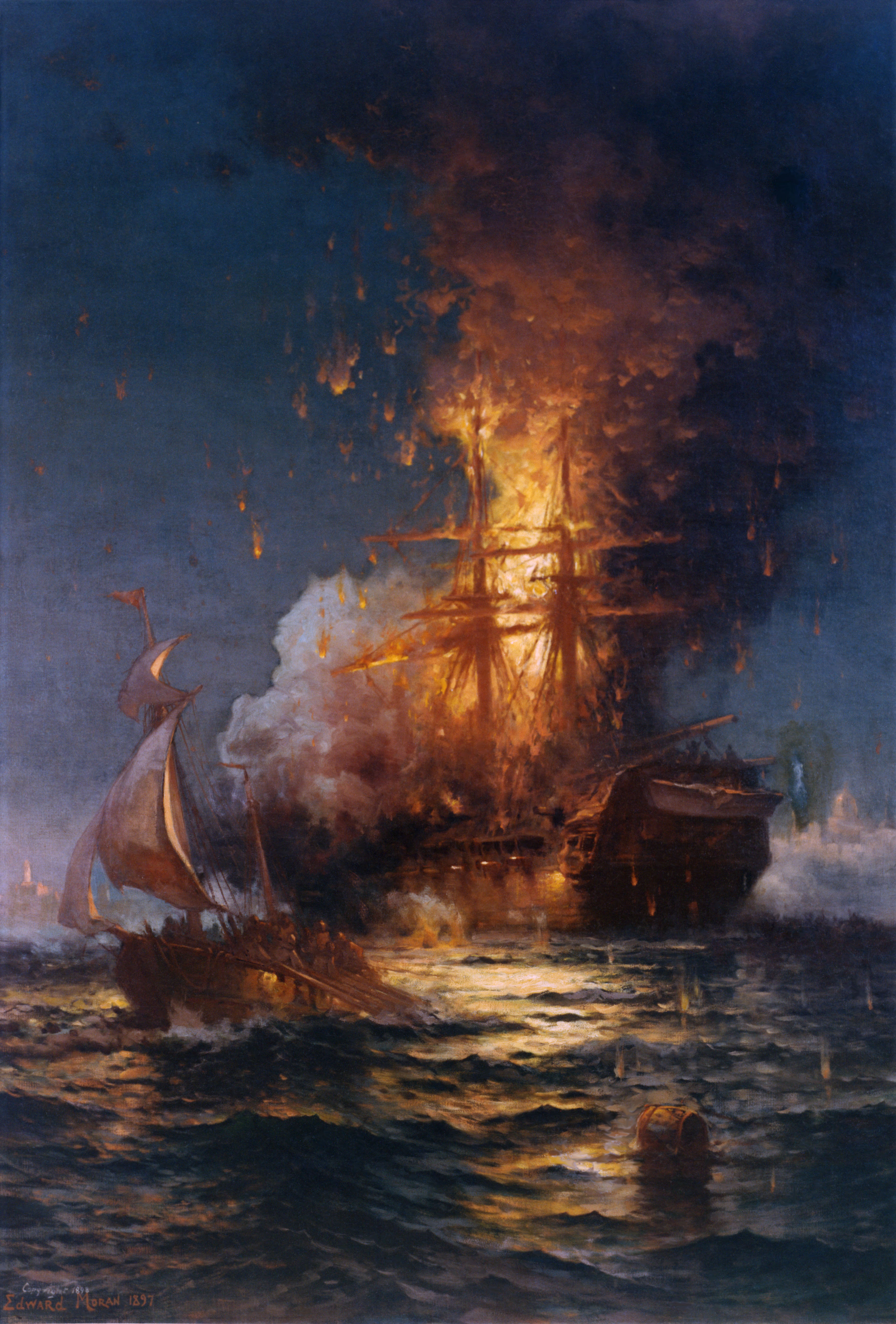
A fragata Philadelphia queimando no porto de Trípolin.

Em 1800, meses antes do início da Guerra de Trípoli (1801–1805), Bainbridge foi designado para pagar o tributo que os Estados Unidos negociou com o paxá de Argel como proteção contra captura de navios mercantes norte-americanos no Mar Mediterrâneo. A missão foi executada a frente do USS George Washington.
Thomas Jefferson terceiro presidente dos Estados Unidos (1801-1809) descobriu que subornar os piratas da região não trouxe resultados, e decidiu usar a força. Em 21 de maio de 1803, Bainbridge foi colocado no comando do USS Philadelphia, com a missão de impor um bloqueio naval a cidade de Tripoli. O veleiro encalhou em um recife desconhecido em 21 de outubro de 1803 e todos os esforços para desencalhar o navio foram infrutíferos. Sob fogo de tiros de canhão de canhoneiras inimigas e baterias de costa por mais de cinco horas, William Bainbridge se rendeu e o navio foi capturado. A tripulaçao ficou aprisionado por dezenove meses. O Philadelphia foi destruído por um incêndio em 16 de fevereiro de 1804, provocado pelo USS Intrepid ação comandada por Stephen Decatur e tinha como objetivo interromper a utilização do navio norte-americano em operações de pirataria. Em 3 de junho de 1806 Bainbridge foi libertado e retornou aos Estados Unidos. Em 1809 assumiu o comando da fragata USS President com a missão de patrulhar ao largo da costa do Atlântico. Em junho de 1810 deixou o navio tendo sido transferido para atividades em terra.

### Guerra de 1812

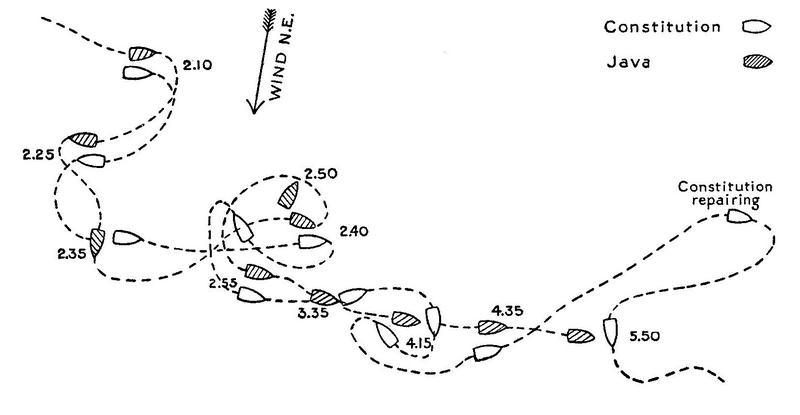
Diagrama da batalha entre o USS Constitution e o HMS Java.

A Guerra anglo-americana (1812-1815) iniciada em 15 de setembro de 1812 entre o Reino Unido e Estados Unidos, foi motivada por ataques contra a frota mercante americana por parte dos britânicos, que também armavam nativos indígenas da região dos Grandes Lagos, para atacarem comunidades e grupos de colonos americanos que viajavam em direção ao oeste.
Bainbridge foi nomeado para comandar fragata de 1 533 t USS Constitution que estava armado com 44 canhões. Em patrulha no Atlântico Sul ao largo da costa do Brasil, travou combate e capturou o HMS Java importante navio da frota de guerra da Marinha Real Britânica.

### Guerra Argelina
A ultima atuação do Comodoro William Bainbridge foi a preparação em Boston de uma frota de navios de guerra para combater a pirataria na região da Argélia, tarefa que não concluiu a tempo por ter sido superado por Stephen Decatur (1779 – 1820) que partiu do porto de Nova York. Stephen Decatur capturou os navios argelinos Meshuda e Estedio, que foram trocados por prisioneiros norte-americanos e europeus capturados por atos de pirataria.
Entre 1824 e 1827 ficou a frente de um órgão administrativo responsável pelos suprimentos da Marinha do Estados Unidos.
Faleceu em 1833 em consequência de uma pneumonia.

## Reconhecimento
O primeiro contratorpedeiro da Marinha norte americana USS Bainbridge (DD-1) (1903), o primeiro cruzador com propulsão nuclear USS Bainbridge (CGN-25) (1962) e o USS Bainbridge (DDG-96) (2005) foram nomeados em homenagem a William Bainbridge. Assim como as cidade norte-americanas de Bainbridge Island no estado de Washington, Bainbridge no estado de Indiana, Bainbridge no estado da Geórgia e Bainbridge no estado de Nova Iorque.